# Burgstall Dettelbach
Der Burgstall Dettelbach bezeichnet eine abgegangene Höhenburg auf 201 m ü. NHN in Dettelbach im unterfränkischen Landkreis Kitzingen in Bayern. Heute befindet sich an der Stelle das ehemalige Rentamt der Stadt, welches als Wohnhaus genutzt wird.

## Geografische Lage
Der Nachfolgebau der Burg liegt am äußersten, nördlichen Rand der Dettelbacher Altstadt. Er wird eingerahmt von den Straßen Kirchplatz im Süden, Eichgasse im Westen, Burggraben im Norden und Faltergasse im Osten. Der Straßenname Burggraben weist auf die ursprüngliche Nutzung des Geländes hin, auf dem neben dem Rentamt auch der alte Zehnthof der Stadt untergebracht war. Die Kirche St. Augustinus liegt direkt gegenüber den Burgresten mit einer Entfernung von etwa 30 Metern.

## Geschichte
Erstmals im Jahr 741 fand das Gebäude in den Quellen Erwähnung. Es wurde zu diesem Zeitpunkt, als die Franken das Gebiet am Main zu besiedeln begannen als Königshof „Tetilabah“ bezeichnet und bildete einen Flaschenhals des fränkischen Vorstoßes. Der militärische Stützpunkt führte dazu, dass sich um den befestigten Herrenhof mehr und mehr Bewohner ansiedelten, sodass ein Dorf im Osten der Anlage entstand.
Bereits in der zweiten Hälfte des 8. Jahrhunderts zerfiel das weitverzweigte Königsgut und wurde an verdiente Herren der Umgebung verteilt, die so dem König gegenüber loyal bleiben sollten. Dettelbach kam wohl, zusammen mit Kitzingen und Iphofen, an das Benediktinerinnenkloster in Kitzingen. Wie das Kloster den ehemaligen Gutshof nutzte ist unklar, die Burg wird in den folgenden Jahrhunderten nicht mehr erwähnt.
Erst im 12. Jahrhundert tauchte mit Helmrich von Dettelbach der erste, neue Besitzer der befestigten Anlage in den Quellen auf. In der Folgezeit bauten die Ritter von Dettelbach, die ihren Sitz im ehemaligen Königsgut hatten, ihren Einfluss immer weiter aus. Ab dem 13. Jahrhundert erfolgte wohl der Ausbau des Herrenhofes zu einer befestigten Burganlage. Ihre genaue Größe und Aussehen liegt allerdings im Dunkeln.
Bereits im Jahr 1466 wurde die Burg der Ritter von Dettelbach allerdings als baufällig bezeichnet. Mit dem Niedergang des Adelsgeschlechts zerfiel auch deren Sitz. Später entstand hier der Zehnthof der Stadt und das Rentamt, sodass weiterhin Verwaltungsgebäude an der Stelle der ehemaligen Burg gebaut wurden.